# Apogon gardineri
Apogon gardineri es una especie de pez de la familia de los apogónidos en el orden de los perciformes.

## Morfología
Los machos pueden llegar a alcanzar los 4,4 cm de longitud total.

## Distribución geográfica
Se encuentran al oeste del océano Índico.